# أمراض مصاحبة للشيخوخة
الأمراض المصاحبة للشيخوخة
هي الأمراض التي غالبا ما نشاهدها مصاحبة لزيادة معدل هرم فيزيولوجيا بشكل عام يمكننا القول بأن الأمراض المصاحبة للشيخوخة تعد من المضاعفات الناتجة عن الشيخوخة هرم فيزيولوجيا، يجب التمييز بين الأمراض المصاحبة للشيخوخة والشيخوخة نفسها، البشر والحيوانات جميعهم يتقدمون في السن لكن هناك فقط حالات استثنائية منهم يعانون من الأمراض المصاحبة للشيخوخة، ليس كل مسن يعاني من الأمراض المصاحبة للشيخوخة بينما كل من يعاني من الأمراض المصاحبة للشيخوخة هو مسن.
الأمراض المصاحبة للشيخوخة مصطلح يعني «أمراض كبار السن», ينبغي التفريق بين الأمراض المصاحبة للشيخوخة وبين أمراض العمر المتسارع، وإن كانت جميعها ناتجة عن اضطراب جيني.
ومن الأمثلة على الأمراض المصاحبة للشيخوخة (تصلب الشرايين، الأمراض القلبية الوعائية، السرطان، التهاب المفاصل، الساد، تخلخل العظم، سكري النمط الثاني ارتفاع ضغط الدم، ألزهايمر ) تزداد نسبة الإصابة بهذه الأمراض مع التقدم في السن وفي حالة السرطان تزداد النسبة أضعافا مضاعفة.
تقريبا يموت 150000 شخص يوميا في العالم، 100000 منهم يموتون بسبب أمراض متعلقة بالعمر وفي الدول الصناعية تصل النسبة إلى 90 % .

## أنماط مختلفة
أنماط مختلفة: 30 % من الفئران تصاب بالسرطان عندما يبلغ عمرها ثلاث سنوات بينما 30 % من البشر يصابون بالسرطان عند بلوغهم 85 سنة من العمر. البشر والكلاب والأرانب تصاب بمرض ألزهايمر بينما القوارض لا تصاب به. تموت القوارض المسنة غالبا من السرطان أو أمراض الكلى وليس من الأمراض القلبية الوعائية. نسبة الإصابة بالسرطان عند البشر تزداد بشكل كبير مع التقدم في العمر ولكن قد تنخفض أو تتوقف عند بلوغهم 60 – 75 سنة (سرطان القولون والمستقيم يستمران في التقدم). المصابون بمرض البروجيريا أو الشياخ عرضة للكثير من الأمراض، المصابون بمتلازمة فيرنر يعانون من (تخلخل العظم، الساد والأمراض القلبية الوعائية) ولكنهم ليسوا عرضة للإصابة بمرض ألزهايمر أو تحطم الأعصاب تحلل عصبي المصابون بمتلازمة داون يعانون من سكري النمط الثاني ومرض آلزهايمر ولكنهم ليسوا عرضة لارتفاع ضغط الدم، تخلخل العظم أو الساد. المصابون بمتلازمة بلوم غالبا ما يموتون من السرطان.

## الأبحاث
الأبحاث: السن (الشيخوخة) تزيد من نسبة الإصابة بالأمراض المصاحبة للشيخوخة، بينما الجينات تكشف عن من لديه القابلية للإصابة بالمرض ومن لديه المقاومة من بين الأنواع والأشخاص داخل النوع الواحد. مثلا هناك بعض التغيرات التي غالبا ما تشاهد مصاحبة للعمر مثل (الشعر الأبيض) الشائع من القول أن لا علاقة له بمعدل الوفيات ولكن هناك بعض المختصين في علم المسنين وكل ما له علاقة بالمسنين biogerontologists يؤمنون بأن هناك تغيرات غير معروفة إلى حد الآن أو غير مرئية خلف ظهور الشعر الأبيض وهذا العامل الغير مرئي يزيد من نسبة تعطل وظائف بقية أعضاء أجهزة الجسم مما يعجل بموت الكائن.ويدَعون أن فهم وتقبل مفهوم الإصابة بالأمراض المصاحبة للشيخوخة سيعزز ويتقدم بعلم أحياء المسنين مثلما معرفة أمراض الطفولة تقدمت بمعرفة تطور الإنسان.
Strategies for Engineered Negligible Senescence SENS مؤسسة منهجية بحثية تهدف إلى إصلاح بعض من الأسباب الجذرية للأمراض وتعطل الوظائف الحيوية المصاحبة للشيخوخة وتطوير الإجراءات الطبية والمتابعة بشكل دوري لإصلاح كل الاختلالات التي تصيب جسم الإنسان، وبالتالي الحفاظ على شباب دائم بالمعنى الحرفي. وضعت sens برنامج يتضمن 7 عوامل تتسبب بالعطل الحيوي المتعلقة بالشيخوخة وحددت الحلول لها، على كلا يقول النقاد بأن سينس بالغت جدا على أقل تعبير وأن الشيخوخة عملية معقدة والمعرفة التي لدى سينس لا تؤهلها لأن تكون علمية أو قابلة للتطبيق في المستقبل القريب.